# Stenele tricolorata
Stenele tricolorata là một loài bướm đêm trong họ Geometridae.